# Prosopofrontina latifrons
Prosopofrontina latifrons är en tvåvingeart som först beskrevs av Louis-Paul Mesnil 1961. Prosopofrontina latifrons ingår i släktet Prosopofrontina och familjen parasitflugor.
Artens utbredningsområde är Myanmar. Inga underarter finns listade i Catalogue of Life.